# Hadena karagaia
Hadena karagaia là một loài bướm đêm trong họ Noctuidae.